# Aleksandr Gerngross
El barón Alexandr Alekseyevich Gerngross  (en ruso: Александр Алексеевич Гернгросс; Smolensk, Imperio ruso; 4 de agosto de 1851 - Leningrado, Unión Soviética; 17 de marzo de 1925) fue un general de origen holandés que sirvió en el Ejército Imperial Ruso durante el fin del siglo XIX y principios del XX.

## Biografía
Gerngross pertenecía a una familia noble alemana del Báltico de origen holandés. Entró en el servicio militar en 1868, y se graduó en la Escuela de Infantería de Riga. Comisionado como enseña en 1871, sirvió en el 63.º Regimiento de Infantería. Fue promovido a teniente segundo en 1873 y a teniente en 1875. Sirviendo con distinción durante la guerra ruso-turca (1877-1878) recibió una comisión de campo como brevet capitán, que fue formalmente confirmada en 1879. Alcanzó el rango de teniente coronel en 1887.
Sirvió en el Turquestán ruso entre 1891-1897, durante el cual fue responsable de inspecciones de campo para el Ferrocarril Transcaspio. Fue promovido a coronel en 1894, y se convirtió en comandante del Batallón de Infantería Transcaspio en agosto de 1897. Gergross después comandó las unidades de guardia fronteriza del Ministerio Ruso de Finanzas a lo largo de 1901. En 1900, estuvo estacionado en Harbin, y jugó un papel importante en la defensa de Harbin durante la supresión rusa de la Rebelión de los Bóxers en 1900-1901. Fue condecorado con la Orden de San Jorge (4.ª clase) por heroísmo durante esta campaña.
A partir de 1902, Gerngross fue comandante de la 1.ª Brigada de Infantería Siberiana, que estuvo subsiguientemente activa en combate durante la guerra ruso-japonesa de 1904-1905. Fue promovido a teniente general en 1904. Durante la batalla de Te-li-Ssu, su división cayó bajo un fuerte ataque de artillería del Ejército Imperial Japonés, y sufrió fuertes pérdidas. Aunque los refuerzos prometidos nunca llegaron, él personalmente lideró a dos regimientos en un exitoso contraataque sobre las posiciones japonesas. Fue herido en la batalla, y subsecuentemente recibió la Espada Dorada por Valentía. También estuvo presente en la batalla de Liaoyang.
En la batalla de Shaho, Gerngross comandó las fuerzas de reserva, que utilizó para recapturar posiciones de los japoneses al sur del río Sha antes de que se le ordenara la retirada.
Durante la batalla de Sandepu, Gerngross lideró un destacamento consistente en los Regimientos de Infantería 2.º, 3.º, 35.º y 36.º en un exitoso ataque nocturno, que dividió a la 3.ª División Japonesa y logró afianzarse en la población fortificada de Sandepu. No obstante, su acción era parte de una ofensiva no autorizada y fue de nuevo obligado a retirarse, sosteniendo fuertes pérdidas. Por esta acción, fue relevado de su mando por el General Georgii Stackelberg.
Durante la batalla de Mukden, Gerngross (que acababa de ser restituido como comandante) y el general Konstantin Tserpitsky, a pesar de la falta de refuerzos, lanzaron un contraataque, que temporalmente detuvo el avance del Tercer Ejército Japonés.
Tras el fin de la guerra, Gerngross fue nombrado comandante del 1.º Cuerpo de Ejército Siberiano. Mantuvo este puesto entre el 23 de mayo de 1905 y el 7 de junio de 1910. Subsiguientemente fue promovido al rango de general de infantería, y comandante del 24.º Cuerpo de Ejército hasta el 20 de enero de 1913.
Hecho miembro del Consejo Militar el 20 de noviembre de 1913, después comandó el 26.º Cuerpo de Ejército en la I Guerra Mundial, entre el 15 de agosto de 1914 y el 28 de diciembre de 1916. Pasó al retiro tras la Revolución Rusa, y murió de un ataque al corazón en Leningrado en 1925.

## Condecoraciones
- Orden de Santa Ana 3.º grado con espadas, 1877
- Orden de San Estanislao 2.º grado con espadas, 1878
- Orden de San Vladimir 4.º grado con espadas, 1879.
- Orden de Santa Ana 2.º grado con espadas, 1879
- Orden de San Jorge, 4.ª clase, 1900
- Orden de San Estanislao 1.º grado con espadas, 1901
- Orden de San Vladimir 2.º grado con espadas, 1905.
- Orden de Santa Ana 1.º grado con espadas, 1905.
- Espada Dorada por Valentía. 1906
- Orden del Águila Blanca con espadas, 1906
- Orden de San Alejandro Nevski, 1912